# Censo (taxa)
Nota: para outros significados, consulte Censo (desambiguação).

O termo censo refere-se a várias taxações praticadas no sistema feudal, com significado e aplicação variável nas várias regiões da Europa e ao longo dos tempos. Uma de suas formas referia-se às taxas devidas ao Papado pela proteção oficial de instituições religiosas como mosteiros, que assim se viam livres, em tese, do constante perigo de apropriação pelos grandes nobres, mas tolhiam parte da independência da instituição. Esta prática data pelo menos do século VIII, e foi regulamentada no século XIII. Uma outra forma comum do censo era o tributo que todo servo ou cidadão não-livre devia pagar ao seu senhor, chamado census capitis ou capitação. Esta forma de taxação foi abandonada com a dissolução dos sistema feudal.
Extremamente popular e mais longevo, sobrevivendo em várias regiões até o fim da Idade Moderna, foi outro tipo de censo, uma obrigação de pagar uma taxa anual pelo uso de um bem ou propriedade produtiva. Dependendo das condições particulares de cada contrato, podia se aproximar de um arrendamento, enfiteuse, hipoteca ou royalty. Essa taxação foi largamente usada por nobres, fazendeiros e comunidades como uma forma de garantia de posse, como investimento e como promessa de crédito. Inicialmente o pagamento era feito em bens, e mais tarde passou a ser aceito dinheiro, mas seu valor não podia ser mudado, fosse qual fosse o termo do contrato. Este tipo de censo podia ser gravado por períodos limitados ou em perpetuidade, podia ser transmitido hereditariamente e frequentemente estava associado a relações de vassalagem. Geralmente oscilava entre 5 a 10% do valor do bem ou dos rendimentos específicos gravados. Entre os séculos XII e XIII toda uma nova classe surgiu na Itália e nos Países Baixos enriquecendo sobre direitos de censo, e especialmente nos Países Baixos em certos períodos veio a se tornar uma das principais fontes de financiamento público.